# Estação San Antonio (SITVA)
A Estação San Antonio é uma das estações do Metrô de Medellín e da Tranvía de Ayacucho, situada em Medellín, entre a Estação Parque Berrío, a Estação Alpujarra, a Estação Cisneros e a Estação San José. Administrada pela Empresa de Transporte Masivo del Valle de Aburrá Limitada (ETMVA), é uma das estações terminais da Linha B e da Linha T-A, além de fazer parte da Linha A.
Foi inaugurada em 28 de fevereiro de 1996. Localiza-se no cruzamento da Carrera 51 com a Rua 46. Atende os bairros Guayaquil e La Candelária, situados na comuna de La Candelaria.
A estação recebeu esse nome por estar situada próxima à Igreja de San Antonio, uma igreja neoclássica católica, cujo padroeiro é Santo António de Lisboa, que foi um Doutor da Igreja que viveu na viragem dos séculos XII e XIII.

## Localização
A estação é a mais movimentada de todo o sistema por permitir a baldeação de passageiros entre a Linha A e a Linha B do Metrô de Medellín com a Tranvía de Ayacucho. Por isso, a estação atende a todos os usuários que desejam se deslocar de um extremo a outro de Medellín e aqueles que desejam chegar ao centro da cidade.
Em seus arredores, situam-se: a Igreja de San Antonio, cuja cúpula é a maior de Medellín e uma das mais grandes da Colômbia; a Praça de San Antonio, cujo mobiliário inclui obras de Fernando Botero; e o edifício sede do Banco de la República de Colombia em Medellín.